# Linia kolejowa Windhuk – Nakop
Linia kolejowa Windhuk – Nakop – niezelektryfikowana linia kolejowa w Namibii łącząca stolicę tego kraju z miastem Upington w Republice Południowej Afryki. Linia została wybudowana pomiędzy 1914 i 1915 rokiem jako połączenie kolejowe Windhuk–Keetmanshoop w imieniu kolei państwowych Niemieckiej Afryki Południowo-Zachodniej. Linia kolejowa jest obsługiwana przez TransNamib na odcinku do miasta Karasburg. Dalsze połączenie do Republiki Południowej Afryki jest obecnie niewykonywane.

## Historia

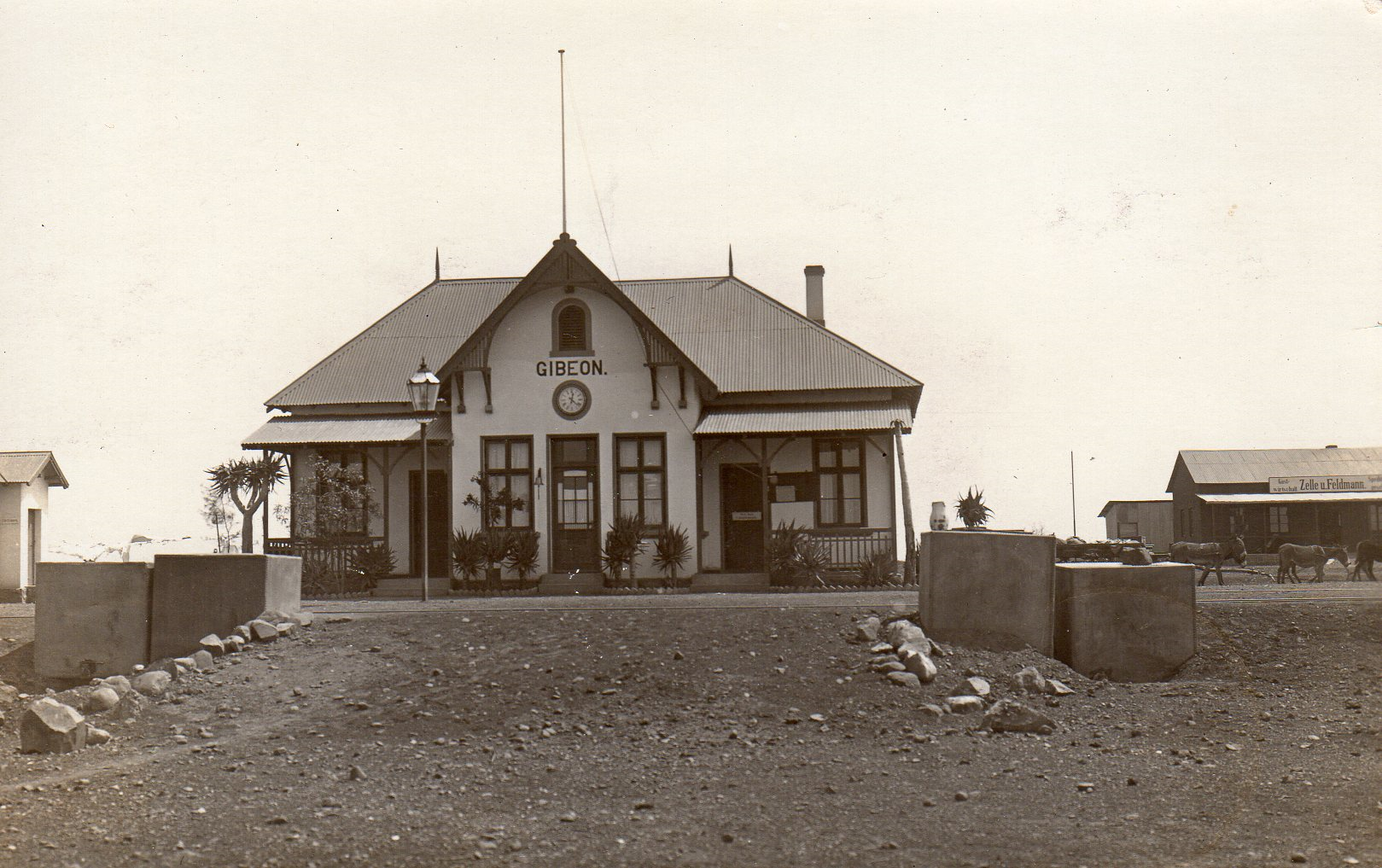
Dworzec w Gibeon w 1920

Linia kolejowa Lüderitz – Seeheim od początku była budowana w rozstawie przylądkowym, dlatego ten sam rozstaw szyn wykorzystano przy budowie tej linii. Roboty rozpoczęto z obu końców. Prace na południu prowadziło Deutsche Kolonial-Eisenbahn-Bau- und Betriebsgesellschaft (DKEBBG), a na północy konsorcjum kierowane przez Artura Koppel z Berlina. Obie ekipy budowlane spotkały się w Narib.
Linia została otwarta 3 marca 1912 roku, a jej obsługa była początkowo wspólnie prowadzona przez Lüderitz-Bahn i DKEBBG. Od 1 kwietnia 1913 roku koleje państwowe rozpoczęły obsługę trasy jako Deutsch-Südwestafrikanische Eisenbahn (DSWAE). Trasę obsługiwało:
- 12 lokomotyw
- 9 wagonów osobowych (w tym jeden wagon salonowy)
- 2 wagony bagażowe
- 4 wagony bagażowo-pocztowe
- 155 wagonów towarowych

Personel składał się z 512 pracowników, w tym 127 Europejczyków.
Ruch pasażerski był obsługiwany tylko raz w tygodniu w każdą stronę. Odbywał się tylko podczas dnia, tak by zapewnić nocleg pasażerów w Mariental.

## Obecne wykorzystanie

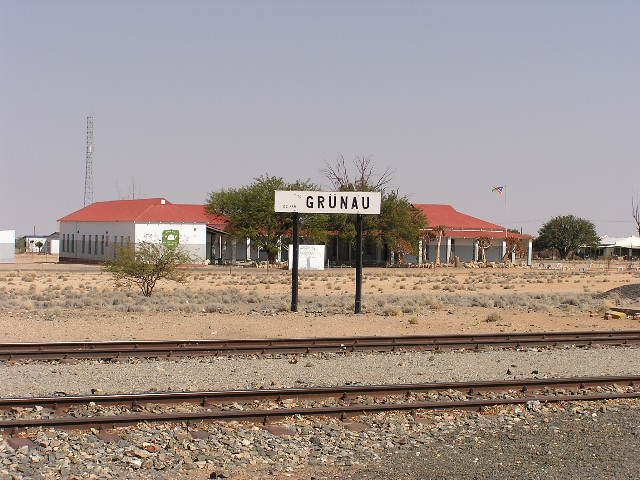
Dworzec w Grünau w sierpniu 2003

Trasa jest obsługiwana wielokrotnie w ciągu tygodnia przez TransNamib. Przewozy wykonywane są przez łączone pociągi towarowo-pasażerskie na trasie do Karasburga, dalszy odcinek do Republiki Południowej Afryki jest niewykorzystywany.